# G2595/2594、G2596/2593次列车
G2595/2594、G2596/2593次列车是中国铁路运行于首都北京市北京南站至安徽省安庆市下属太湖县太湖南站间的高速动车组列车，于2016年1月10日起开行，由中国铁路上海局集团上海客运段担当客运乘务，列车全程运行1257公里，途径北京市、河北省、天津市、山东省、江苏省、安徽省两市四省，其中，北京南站至太湖南站运行7小时15分，使用车次为G2595/2594次，太湖南站至北京南站方向运行7小时7分，使用车次为G2596/2593次。
本对列车是北京至安庆开通的首对高速动车组列车，也是池州市唯一的图定进京列车。其中G2595/2594次列车是现时唯一一趟不在济南西站办理客运业务的非350标尺高速动车组列车。

## 历史
2016年1月10日运行图调整后，北京南至安庆间增开G161/162次高速动车组列车1对，经由京沪高铁、合蚌高铁、合福高铁、宁安客专线运行，2015年12月12日8:00起正式开始发售车票。
2021年6月25日，配合京沪高铁运行图重排，本对列车车次改为G2559/2560次。
2022年1月10日，本对列车延长至太湖南站始发终到，车次调整为G2595/2594、G2596/2593次。

## 使用列车
G2595/2594、G2596/2593次列车使用配属上海局集团上海虹桥动车运用所的CR400BF-B。